# Oskarshamns församling
Oskarshamns församling i Oskarshamns kommun i Kalmar län utgör i Svenska kyrkans indelning ett eget pastorat inom Stranda-Möre kontrakt i Växjö stift. 
Församlingskyrka är Oskarshamns stadskyrka.

## Administrativ historik
Församlingen bildades 1 maj 1873 genom en utbrytning ur Döderhults församling. Fram till 1 maj 1919 var församlingen sedan annexförsamling i pastoratet Döderhult och Oskarshamn. Från 1 maj 1919 utgör församlingen ett eget pastorat.

## Series pastorum
| Ämbetstid              | Namn                   | Levnadstid |
| 1919–1931              | Frans Gustaf Linderoth | 1859–1947  |
| 1932–1953              | Arvid Otto Åstrand     | 1882–1963  |
| 1953–1972              | Eric Rockström         |            |
| 1972–1985              | Ulf Björkman           |            |
| 1985–(åtminstone 1990) | Olof Strömberg         |            |
| –2006                  | Sten Sandmark          |            |
| 2006–2011              | Mats-Ola Nylén         |            |
| 2012–2014              | Magnus Wihlborg        |            |
| 2015-2021              | Björn Leander          |            |
| 2021-                  | Marie Ivarsson         |            |

## Organister
| Verksam   | Namn                    | Levnadstid | Övrigt    |
| --------- | ----------------------- | ---------- | --------- |
| 1954–1964 | Sven Evald Martin Haake | 1908–      | Organist. |